# Yi I
Yi I (26 de diciembre de 1536 - 27 de febrero de 1584) fue un filósofo y escritor coreano. Fue uno de los dos eruditos confucianos coreanos más destacados de la dinastía Joseon, siendo el otro su contemporáneo mayor, Yi Hwang (Toegye). A Yi I se le suele llamar por su nombre de pluma Yulgok («Valle de la castaña»). No solo se le conoce como erudito, sino también como un venerado político y reformador. Fue el sucesor académico de Jo Gwang-jo.

## Biografía
El maestro Yi I nació en Gangneung, provincia de Gangwon, en 1537. Su padre fue el cuarto Consejero de Estado (좌찬성 jwachanseong) y su madre, Shin Saimdang, una consumada artista y calígrafa. Fue sobrino nieto de Yi Gi, primer ministro de 1549 a 1551. En sus primeros años fue alumno de Baik In-geol, el sucesor de Jo Gwang-jo. Se dice que a la edad de siete años había terminado sus lecciones en los clásicos confucianos, y pasó el examen literario del servicio civil a la edad de 13. Yi I se recluyó en el Kumgang-san después de la muerte de su madre cuando él tenía 16 y se quedó allí durante tres años, estudiando budismo. Dejó las montañas a los 20 años y se dedicó al estudio del confucianismo.
Se casó a los veintidós años y medio, y fue a visitar a Yi Hwang en Dosan al año siguiente. Aprobó los exámenes especiales con los máximos honores con una tesis titulada Cheondochaek (hangul: 천도책, hanja: 天道 策, «Libro en el Camino del Cielo»), que fue ampliamente considerada como una obra maestra literaria, mostrando su conocimiento de la historia y la filosofía confuciana de la política, y también refleja su profundo conocimiento del taoísmo. Recibió continuamente los máximos honores en los exámenes civiles nueve veces consecutivas. Su padre murió cuando él tenía 26 años. Ocupó varios puestos en el gobierno desde los 29 años y visitó la dinastía Ming como seojanggwan (hangul: 서장관, hanja: 書狀官, oficial de documentos) en 1568. También participó en la redacción de los Anales de Myeongjong y, a los 34 años, fue el autor del Dongho Mundap, un memorial político de once artículos dedicado a aclarar su convicción de que se podía lograr un gobierno justo.
Debido a su vasta experiencia en diferentes oficinas a lo largo de los años, Yi I pudo cosechar una amplia visión de la política y con la profunda confianza del rey, se convirtió en una de las figuras centrales de la política cuando tenía 40 años. Sus numerosos documentos y las tesis fueron presentadas a la corte real, pero cuando los conflictos políticos se intensificaron en 1576, sus esfuerzos resultaron infructuosos y regresó a casa. Tras su regreso, dedicó su tiempo a los estudios y la educación de sus discípulos, siendo autor de varios libros.
Regresó a la función pública a los 45 años y, mientras ocupaba varios cargos ministeriales, produjo muchos escritos que registraron eventos políticos cruciales y mostraron sus esfuerzos por aliviar los conflictos políticos que eran desenfrenados en ese momento. Sin embargo, el rey Seonjo fue evasivo en su actitud y se volvió difícil para Yi I permanecer en una posición neutral en los conflictos. Dejó el cargo en 1583 y murió al año siguiente.
Según la leyenda, durante su vida mandó construir un pabellón cerca del vado del río Imjin e instruyó a sus herederos para que lo prendieran fuego cuando el rey tuvo que huir hacia el norte desde Seúl, para proporcionar un faro guía. Esto tuvo lugar durante las invasiones de Hideyoshi a Corea en la guerra de Imjin.

## Enseñanzas
Yi I no solo era conocido como filósofo sino también como reformador social. No estaba completamente de acuerdo con las enseñanzas dualistas del neoconfucianismo seguidas por Yi Hwang. Su escuela de neoconfucianismo puso énfasis en los elementos materiales más concretos; en lugar de la percepción espiritual interna, este enfoque práctico valoraba la experiencia y el aprendizaje externos. A diferencia de Yi Hwang, que sufrió tiempos tumultuosos y no disfrutaba de la política, Yi I era un funcionario activo que pensaba que era importante implementar los valores y principios confucianos en la administración del gobierno. Hizo hincapié en el aprendizaje de los sabios y el autocultivo como base de una administración adecuada.
Yi I también es conocido por su visión de futuro sobre la seguridad nacional. Propuso reclutar y reforzar el ejército ante un posible ataque japonés. Su propuesta, que fue rechazada por el gobierno central, se encontró con que su preocupación estaba bien fundada poco después de su muerte, durante la invasión japonesa.

## Obras seleccionadas
Los escritos publicados de Yi I abarcan 193 obras en 276 publicaciones en seis idiomas y 2236 fondos de biblioteca.
- Preguntas y respuestas en el lago del Este (hangul: 동호문답, hanja: 東湖問答) - Once artículos sobre reforma política.
- Memorial en diez mil palabras (hangul: 만언봉사, hanja: 萬言封事) - Sugerencias sobre el aprendizaje confuciano, el autocultivo y la aplicación a la administración gubernamental.
- Estudios esenciales de los sabios (hangul: 성학집요, hanja: 聖學輯要) - Fundamentos de la ética confuciana, el autocultivo y el arte de gobernar.
- El secreto para desterrar la ignorancia (hangul: 격몽요결, hanja: 擊蒙要訣) - Guía sistemática de aprendizaje.
- Registros diarios de las conferencias ante el trono (hangul: 경연일기, hanja: 經筵日記) - Registro de hechos y acontecimientos políticos.
- Las obras completas de Yulgok (hangul: 율곡전서, hanja: 栗谷全書) fue compilado después de su muerte sobre la base de los escritos que legó.

## Legado

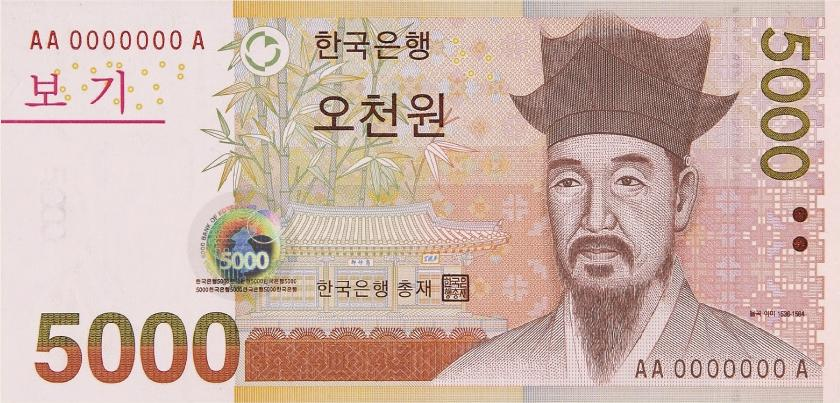
Yi I en un billete de 5000 wones que circula en la actualidad.

Yulgongno, una calle en el centro de Seúl, lleva su nombre y aparece en el billete de 5000 wones de Corea del Sur. El tul de taekwondo Yul-Gok también fue nombrado en su honor. Este es el tul requerido para avanzar del 5.º cinturón verde kup con la etiqueta azul al 4.º cinturón azul kup. Los 38 movimientos de este tul se refieren a su lugar de nacimiento en el 38.º grado de latitud. El proyecto Yulgok, un proyecto de modernización para el ejército de Corea del Sur, también lleva su nombre.

## En la cultura popular
Yi I fue interpretado por Jung Joon-won en la serie de televisión de la SBS de 2017 Saimdang, diario de luz.